# Challenger de Córdoba 2025
El torneo Challenger Córdoba 2025, denominado por razones de patrocinio AAT Challenger Santander Córdoba fue un torneo de tenis perteneció al ATP Challenger Tour 2025 en la categoría Challenger 75. Se trató de la 1.ª edición, el torneo tuvo lugar en la ciudad de Córdoba (Argentina), desde el 2 (1.ª ronda de clasificación) hasta el 9 de marzo de 2025 sobre pista de tierra batida al aire libre.

## Jugadores participantes del cuadro de individuales
| Preclasificado | País                 | Jugador                 | Rank1 | Posición en el torneo |
| 1              | Bandera de Brasil    | Thiago Monteiro         | 108   | Cuartos de final      |
| 2              | Bandera de Argentina | Juan Manuel Cerúndolo   | 123   | Semifinales, retiro   |
| 3              | Bandera de Colombia  | Daniel Elahi Galán      | 125   | Cuartos de final      |
| 4              | Bandera de Argentina | Thiago Agustín Tirante  | 128   | CAMPEÓN               |
| 5              | Bandera de Argentina | Román Andrés Burruchaga | 134   | Primera ronda         |
| 6              | Bandera de Argentina | Federico Coria          | 136   | Semifinales           |
| 7              | Bandera de Argentina | Juan Pablo Ficovich     | 175   | FINAL                 |
| 8              | Bandera de Perú      | Juan Pablo Varillas     | 187   | Cuartos de final      |

- 1 Se ha tomado en cuenta el ranking del 24 de febrero de 2025.

### Otros participantes
Los siguientes jugadores recibieron una invitación (wild card), por lo tanto ingresan directamente al cuadro principal (WC):
- Juan Estévez
- Mariano Kestelboim
- Thiago Agustín Tirante

Los siguientes jugadores ingresan al cuadro principal tras disputar el cuadro clasificatorio (Q):
- Pedro Boscardin Dias
- Santiago de la Fuente
- Guido Iván Justo
- Wilson Leite
- João Lucas Reis da Silva
- Gonzalo Villanueva

## Campeones

### Individual Masculino
- Thiago Agustín Tirante derrotó en la final a  Juan Pablo Ficovich por 6–4, 6–0

### Dobles Masculino
- Karol Drzewiecki /  Piotr Matuszewski derrotaron en la final a  Fernando Romboli /  Matías Soto por 6–4, 6–4